# 2044
Cette page concerne l'année 2044  du calendrier grégorien.
L'année 2044 est une année bissextile qui commence un vendredi.
C'est la 2044e année de notre ère, la 44e année du IIIe millénaire et du XXIe siècle et la 5e année de la décennie 2040-2049.

## Autres calendriers
L'année 2044 du calendrier grégorien correspond aux dates suivantes :
- Calendrier berbère : 2993 / 2994
- Calendrier hébraïque : 5804 / 5805
- Calendrier indien : 1965 / 1966
- Calendrier musulman : 1465 / 1466
- Calendrier persan : 1422 / 1423